# Chianti

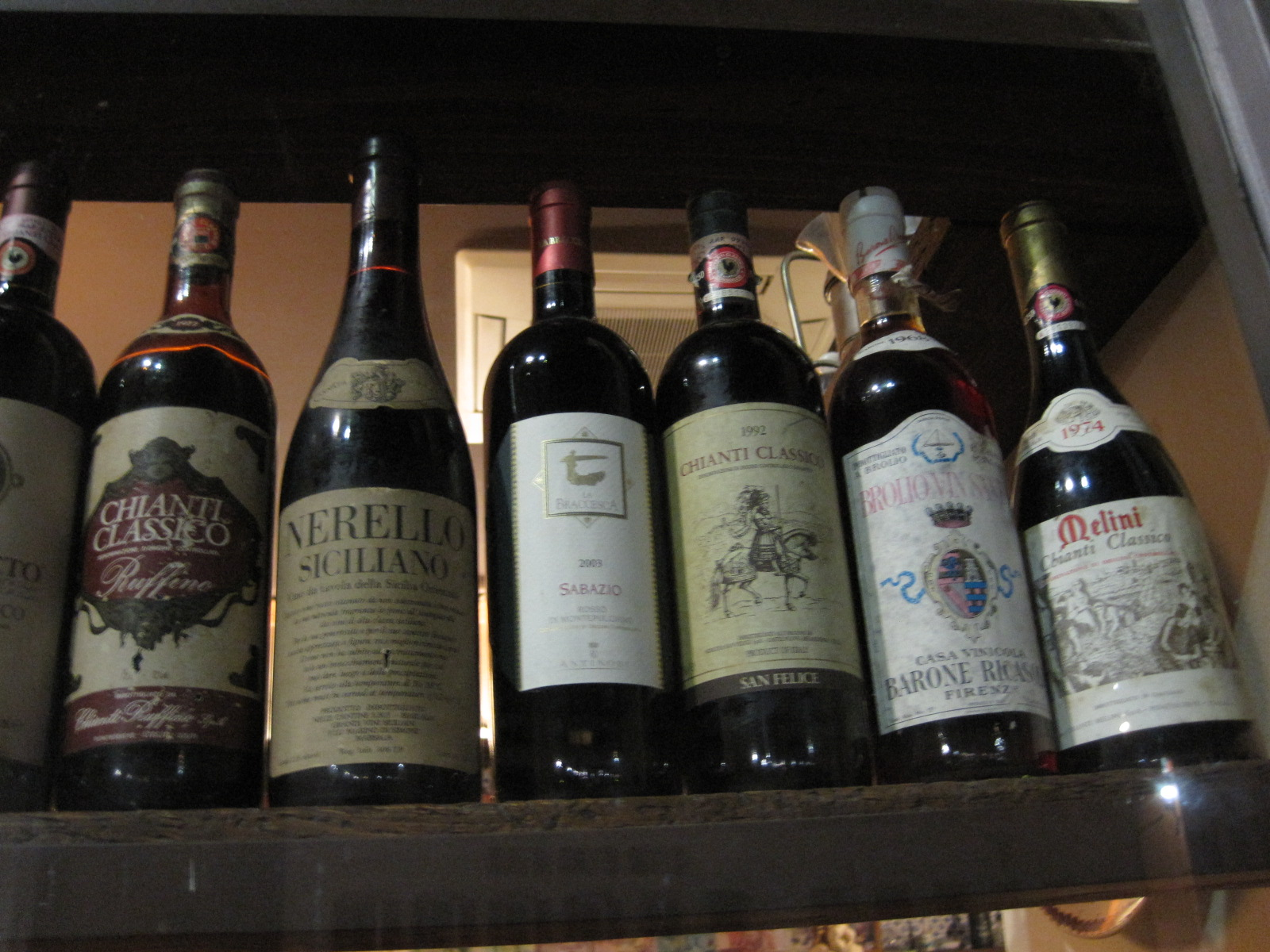
Sticle cu vin Chianti Classico.

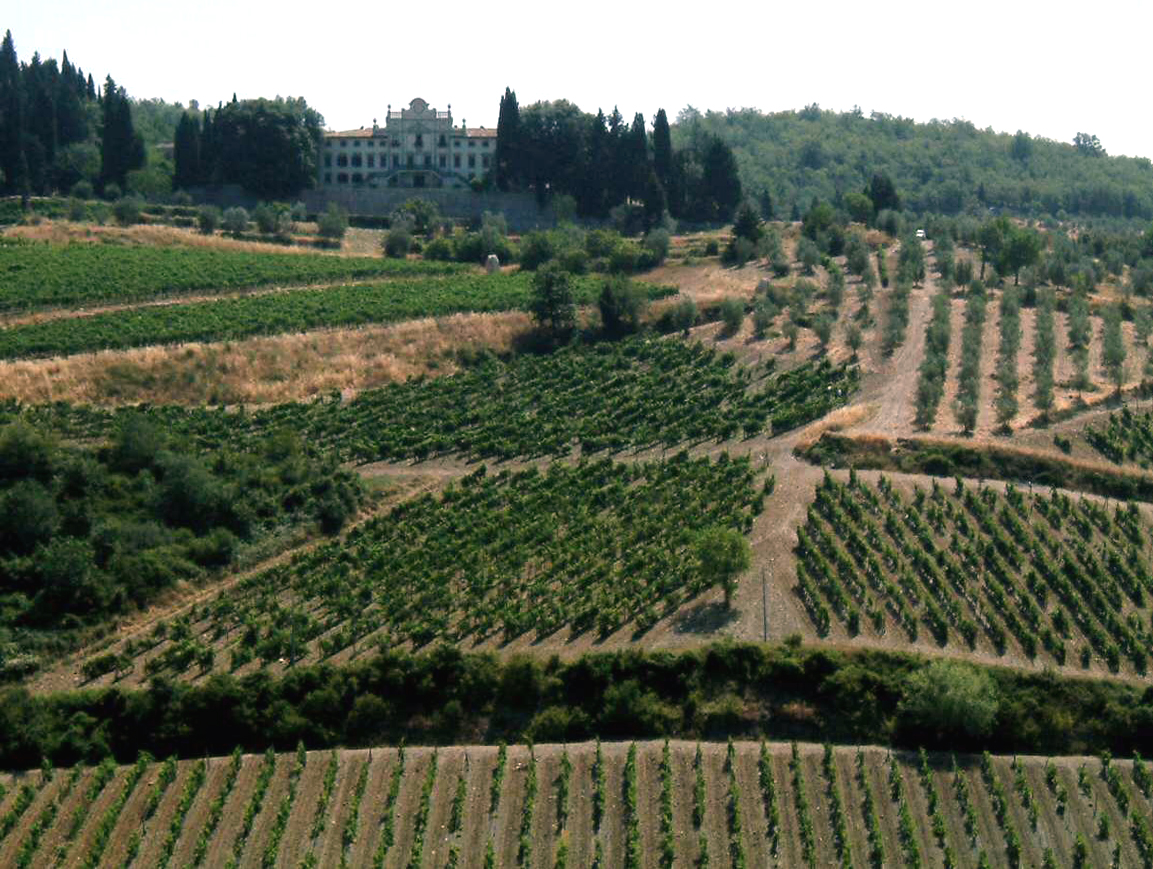
Podgorii în localitatea Gaiole in Chianti din zona Chianti Classico.

Un vin Chianti (pronunție în italiană ['kjanti]) este un vin produs în regiunea Chianti din centrul Toscanei, Italia. Acesta a fost asociat în trecut cu o sticlă îndesată într-un coș de paie, numită fiasco („sticlă”; pl. fiaschi). Cu toate acestea, fiasco-ul este folosit doar de câțiva producători  de vin deoarece vinul Chianti este îmbuteliat acum în sticle de vin cu o formă standard. Baronul Bettino Ricasoli (mai târziu prim-ministru al Regatului Italiei) a creat rețeta vinului Chianti: 70% Sangiovese, 15% Canaiolo și 15% Malvasia bianca la mijlocul secolului al XIX-lea.
Prima atestare documentară a unei zone viticole Chianti a fost făcută în 1716. Zona era formată din teritoriile satelor Gaiole, Castellina și Radda, ce formau așa-numita Lega del Chianti și mai târziu Provincia del Chianti (provincia Chianti). În 1932 zona Chianti a fost complet redefinită și împărțit în șapte subdomenii: Classico, Colli Aretini, Colli Fiorentini, Colline Pisane, Colli Senesi, Montalbano și Rùfina. Majoritatea satelor, care în 1932 au fost incluse dintr-o dată în noua zonă Chianti Classico au adăugat in Chianti la numele lor, precum este cazul localității Greve in Chianti, care și-a modificat numele în 1972. Vinurile etichetate „Chianti Classico” provin din cea mai întinsă subzonă a regiunii Chianti, care include teritoriul original. Numai Chianti din această subzonă poartă un sigiliu cu un cocoș negru (cunoscut în limba italiană ca gallo nero) pe gâtul sticlei, care indică faptul că producătorul de vin este un membru al Chianti Classico Consortium, asociația locală a producătorilor. Alte variante, cu excepția vinurilor Rufina de la nord-est de Florența și Montalbano de la sud de orașul Pistoia, sunt denumite după numele provinciilor respective: Siena pentru Colli Senesi, Florența pentru Colli Fiorentini, Arezzo pentru Colli Aretini și Pisa pentru Colline Pisane. În 1996 o parte a subzonei Colli Fiorentini a fost redenumită Montespertoli.
În cursul anilor 1970, producătorii au început să reducă cantitatea de struguri albi din Chianti. În 1995 a devenit legală producerea unui Chianti cu o compoziție 100% Sangiovese. Pentru ca un vin să poată purta numele de Chianti, acesta trebuie să fie fabricat dintr-o cantitate de cel puțin 80% struguri Sangiovese. Vinul învechit Chianti (cu o vechime de 38 de luni, în loc de 4-7 luni) poate fi etichetate ca Riserva. Vinul Chianti, care îndeplinește cerințe mai stricte (producție mai mică, un  conținut de alcool mai ridicat etc.), poate fi etichetat Chianti Superiore, deși vinului Chianti din subzona „Classico” nu îi este permis în niciun caz să fie etichetat ca „Superiore”.

## Istoric

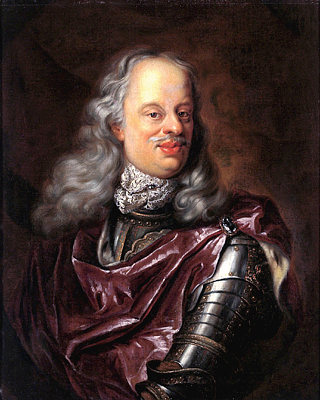
În 1716 Cosimo al III-lea de Medici, marele duce de Toscana, a stabilit prin lege hotarele oficiale ale regiunii Chianti.

Prima atestare documentară a „vinului Chianti” datează din secolul al XIII-lea, atunci când viticultura s-a dezvoltat tot mai mult în „Munții Chianti” din jurul Florenței. Comercianții din localitățile învecinate Castellina, Gaiole și Radda au format Lega del Chianti (Liga Chianti) cu scopul de a produce și de a promova vinul local. În 1398 există documente care atestă că vinul Chianti era un vin alb. În 1716 Cosimo al III-lea de Medici, marele duce de Toscana, a emis un edict prin care a stabilit că cele trei sate din Lega del Chianti (Castellina in Chianti, Gaiole in Chianti și Radda in Chianti), precum și satul Greve și o zonă lungă de 3,2 km de pe dealul de la nord de Greve, în apropiere de Spedaluzzo, erau singurii producători oficiali ai vinului Chianti. Această delimitare a existat până în iulie 1932, când guvernul italian a extins zona Chianti prin includerea teritoriilor periferice din Barberino Val d'Elsa, Chiocchio, Robbiano, San Casciano in Val di Pesa și Strada in Chianti. Extinderile ulterioare din 1967 au făcut ca zona Chianti să acopere o suprafață foarte mare din centrul Toscanei.

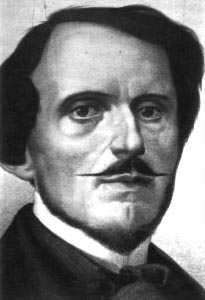
Baronul Bettino Ricasoli a dezvoltat prima rețetă „modernă” de vin Chianti bazată pe strugurii Sangiovese.

Prin secolul al XVIII-lea, Chianti era recunoscut pe scară largă ca un vin roșu, dar compoziția exactă și soiurile de struguri utilizate pentru producerea vinului era necunoscută în acel moment. Ampelografii au găsit indicii despre soiurile de struguri populare în acea vreme în operele literare ale scriitorului italian Cosimo Villifranchi care a remarcat că Canaiolo era soiul cultivat pe scară largă în zonă, împreună cu Sangiovese, Mammolo și Marzemino. Rețet modernă de Chianti a fost stabilită de omul de stat italian Bettino Ricasoli și s-a bazat în mare parte pe strugurii din soiul Sangiovese. Înaintea stabilirii acestei rețete, Canaiolo era soiul de struguri dominant în Chianti, cu compoziții mai mici de Sangiovese și Malvasia. La mijlocul secolului al XIX-lea, Ricasoli a creat o rețetă pentru Chianti, care s-a bazat în primul rând pe Sangiovese. Rețeta lui conținea 70% Sangiovese, 15% Canaiolo, 10% Malvasia (mai târziu a fost modificată pentru a include și strugurii Trebbiano) și 5% alte soiuri de struguri roșii. În 1967, regulile Denominazione di origine controllata (DOC) adoptate de guvernul italian au stabilit ferm „formula Ricasoli” al unui amestec de Sangiovese cu 10-30% Malvasia și Trebbiano.

## Subregiunile Chianti

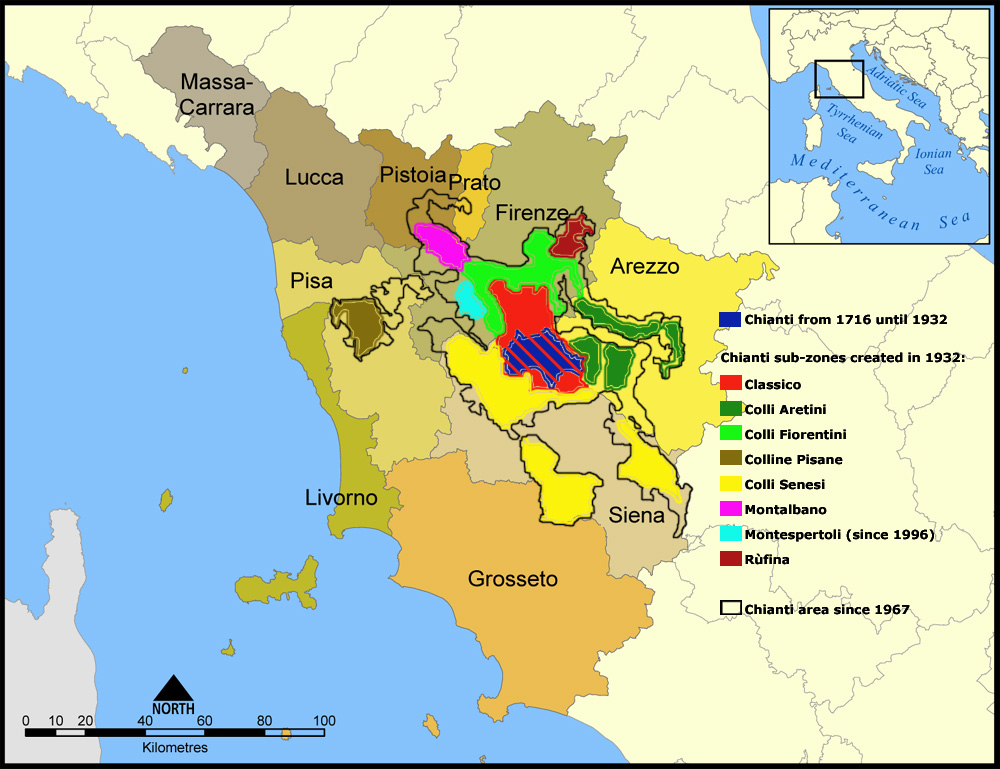
Suprafața viticolă Chianti din Toscana

Regiunea Chianti acoperă o vastă suprafață din Toscana și include între hotarele sale mai multe regiuni în care se produce vin din categoriile Denominazione di origine controllata (DOC) și Denominazione di Origine Controllata e Garantita (DOCG). Alte vinuri toscane cunoscute bazate pe Sangiovese, cum ar fi Brunello di Montalcino și Vino Nobile di Montepulciano, pot fi îmbuteliate și etichetate sub denumirea de bază „Chianti” dacă producătorii lor au decis să facă acest lucru. În regiunea Chianti sunt produse anual mai mult de 8 milioane de cutii de vinuri clasificate de nivel DOC sau superior. Astăzi, cele mai multe vinuri Chianti se încadrează în cele două categorii principale Chianti DOCG, care includ vinul de bază originar din Chianti, precum și din șapte subzone, si Chianti Classico DOCG. Împreună, aceste două zone Chianti produc cel mai mare volum de vinuri DOC/G din Italia.